# Nicolas Lemarchand

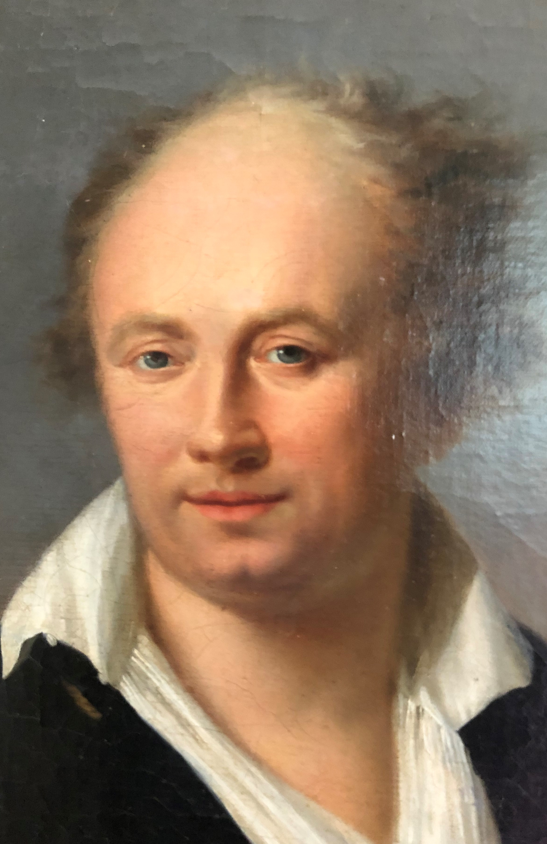
Portret Nicholas Lemarchand (1750-1819)

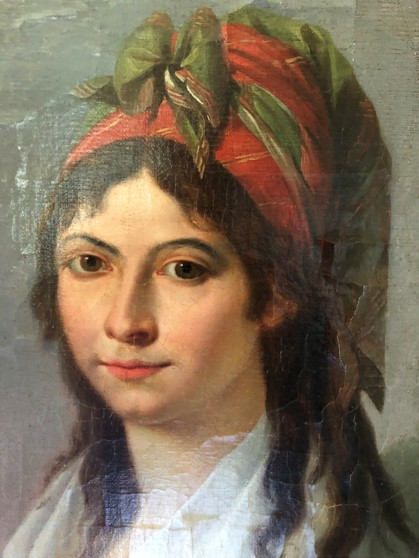
Portret Louise Catin Delisle (1775-1853). Opvallend is dat zij een tigon of angisa draagt, wat een onderdeel vormt van de dracht van vrouwelijke Creolen.

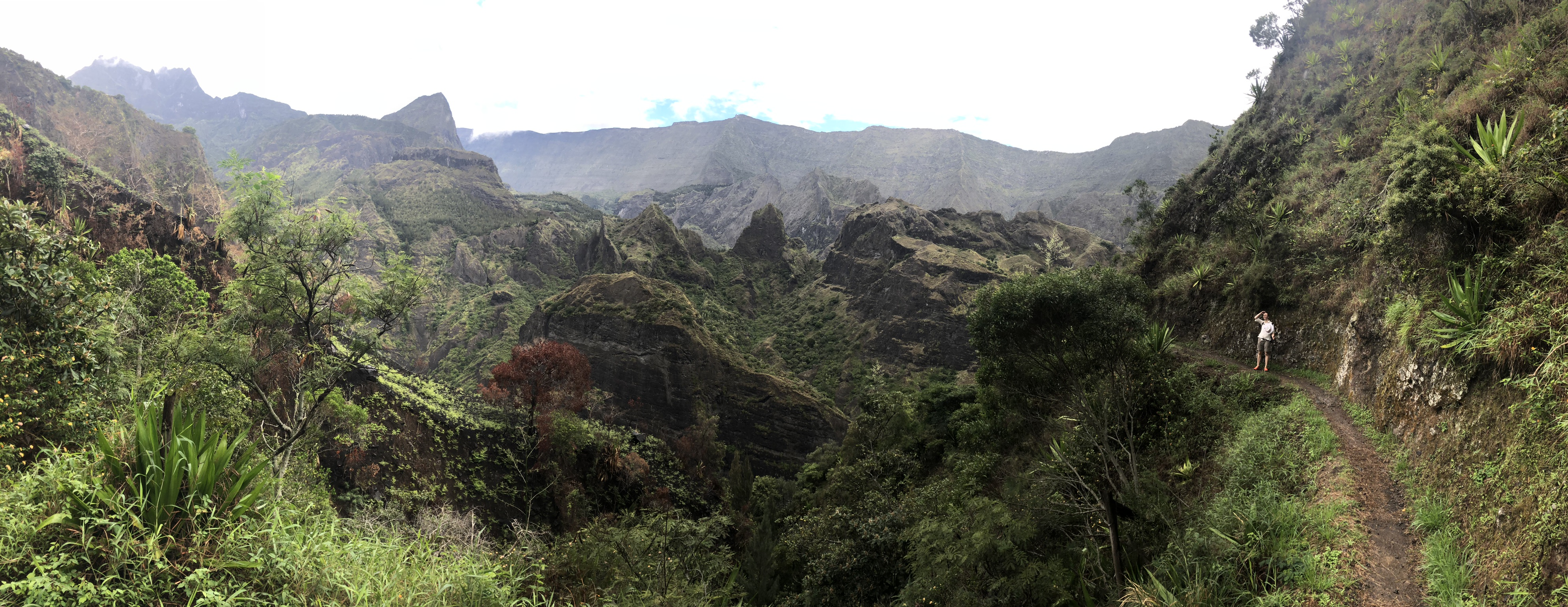
Het pad door het Cirque de Mafate op de route naar de voormalige plantage Aurére.

Nicolas Pierre Anne Lemarchand (Saint-Malo, 15 december 1750 - Saint-Paul (Réunion), 23 maart 1819) was een Franse plantagehouder, slaveneigenaar, vrijmetselaar en politicus.

## Oorsprong en vroege jaren
Lemarchand kwam uit een welvarende familie van Bretonse kooplieden en arriveerde in 1774 op het eiland Bourbon, nu La Réunion. Hij vestigde zich in Saint-Paul en trouwde in 1777 met Françoise Euphrasie Auber, een creoolse vrouw. Het echtpaar kreeg vijf kinderen, van wie slechts twee Françoise overleefden; zij overleed in 1788.

## Ontdekkingen en ondernemerschap
Lemarchand was een ondernemend man die zich sterk interesseerde voor de economische ontwikkeling van het eiland. Bij zijn aankomst op het vulkanische eiland was alle vruchtbare landbouwgrond langs de kust al verdeeld, waardoor nieuwe plantages moeilijk op te zetten waren. Tijdens een jachtpartij op wilde geiten ontdekte hij echter een route door een oude vulkaan en vond hij een hooggelegen bergplateau met ongerept land, dat nog door niemand was geclaimd. Hij wist concessies voor dit gebied te verkrijgen en stichtte er zijn eerste plantage, die hij Aurère noemde.
Daarnaast kocht hij een grote, dorre vlakte buiten Saint-Paul, bekend als de Savanna. Door een ambitieus irrigatieproject, bekend als het Canal Lemarchand, wist hij water van de hoger gelegen Rivière des Galets naar de Savanna te leiden. Het project was een groot succes en maakte irrigatie van 500 hectare grond mogelijk. Op zijn plantages teelde hij onder andere koffie en katoen. In 1790 werkten er 203 slaven en vier blanke bedienden onder zijn leiding, waarmee hij een van de grootste plantagehouders van Saint-Paul was. Vermoedelijk droeg hij ook bij aan de slavenhandel.

## Politieke carrière
Tijdens de Franse Revolutie raakte Lemarchand betrokken bij de Koloniale Vergadering. In 1791 werd hij benoemd tot burgemeester van Saint-Paul en in 1793 verkozen tot afgevaardigde in de Convention Nationale, het nieuwe Franse parlement. Hij verhuisde hiervoor naar Parijs, waar hij een relatie begon met de 18-jarige Louise Catin-Delisle. Deze Louise was geboren in Luik maar groeide op in Leiden, in een familie van Franse afkomst.
In het Franse parlement werd Lemarchand een voorvechter van de afschaffing van de slavernij, wat opvallend was gezien zijn eigen bezit van slaven. In de aanloop naar de afschaffing van de slavernij werd Lemarchand op 4 februari 1794 per decreet door het Comité de Salut Public (Frankrijk) aangewezen om er persoonlijk op toe te zien dat men op La Réunion de afschaffing van de slavernij daadwerkelijk zou implementeren. Vanuit Lorient vertrok hij op het een jaar eerder in Bordeaux geconfisqueerde Amerikaanse fregat 'Maryland'. Na een zeer vijandig ontvangst op La Réunion besloot Lemarchand uit te wijken naar de Verenigde Staten en daar vrijwillig in ballingschap te gaan. Hij vestigde zich in Boston aan de Common Street waar hij een handelshuis opzette.

## Gezin en latere jaren
Inmiddels werd de Franse revolutie steeds bloediger. Tijdens de Terreur in 1793-1794 werden onder leiding van Robespierre tussen de 40.000 en 55.000 mensen geëxecuteerd. Iedereen die ook maar enigszins verdacht was moest vrezen voor de guillotine. De vlucht van Lemarchand waarbij Frankrijk een marinefregat verloor zal zeker kwaad bloed hebben gezet bij de regering van Robespierre. Op 15 mei 1794 beviel Louise in Parijs van hun zoon, Olive Lemarchand. Nicolas bevond zich op dat moment op zee onderweg naar de Verenigde Staten. Zijn expliciete vermelding als vader in de geboorteakte bracht Louise in een moeilijke positie, omdat dat haar openlijk verbond met een voormalig parlementslid dat in ongenade was gevallen. Na de val van Robespierre in juli 1794 en de amnestie van 1795, kon Lemarchand veilig terugkeren naar Frankrijk. In de daaropvolgende jaren kregen hij en Louise nog twee dochters: Jenny (geboren in Bordeaux in 1797) en Adèle (geboren in 1800). Het paar trouwde op 22 december 1801 in Bordeaux.
In 1802 keerde Lemarchand met zijn gezin terug naar La Réunion en vestigde hij zich permanent in Saint-Paul. Hij hervatte zijn activiteiten als landeigenaar en bezat nog steeds slaven, waarvan er 85 geregistreerd waren in 1807. Zijn laatste jaren bracht hij door op zijn geliefde plantage Aurère in het Cirque de Mafate, het gebied dat hij jaren eerder had ontdekt. Het is sinds 2010 werelderfgoed van Unesco.